# Lamond Murray Jr.
Lamond Murray Jr. (Los Ángeles, California, 11 de noviembre de 1994) es un jugador de baloncesto estadounidense que pertenece a la plantilla del Rethymno BC de la A1 Ethniki. 

## Trayectoria deportiva
Es un pívot que jugaría durante cuatro temporadas en los Pepperdine Waves y tras no se elegido en el Draft de la NBA de 2017, debutaría como profesional en las filas del Aries Trikala B.C. de la A1 Ethniki